# Amanda Fondell

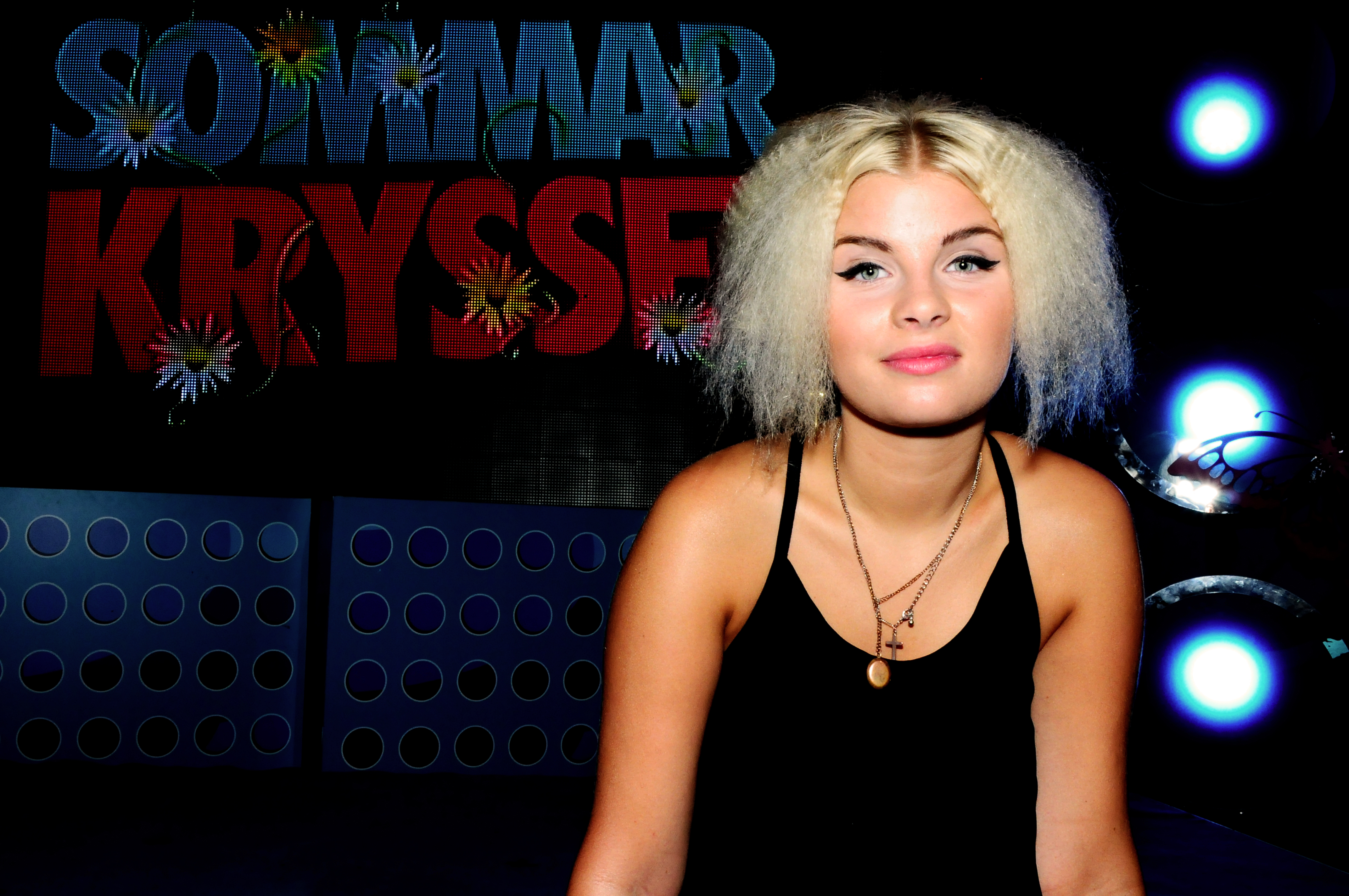
Amanda Fondell (2012)

Amanda Linnea Fondell (* 29. August 1994 in Linderöd, Kristianstad) ist eine schwedische Popsängerin.

## Leben und Wirken
Sie gewann die achte Staffel der schwedischen Castingshow Idol im Jahr 2011 und erhielt dadurch einen Plattenvertrag beim Label Universal. Ihre Debütsingle All This Way, komponiert von Popsänger Darin sowie das gleichnamige Debütalbum erklommen Platz 1 in den schwedischen Charts.

## Diskografie

### Alben
| Jahr | Titel        | Höchstplatzierung, Gesamtwochen, AuszeichnungChartsChartplatzierungen (Jahr, Titel, Platzierungen, Wochen, Auszeichnungen, Anmerkungen) | Anmerkungen |
| Jahr | Titel        | SE | Anmerkungen |
| ---- | ------------ | --- | ----------- |
| 2011 | All This Way | SE1 Gold · (12 Wo.)SE |             |

Weitere Alben
- 2014: Because I Am

### Singles
| Jahr | Titel Album              | Höchstplatzierung, Gesamtwochen, AuszeichnungChartsChartplatzierungen (Jahr, Titel, Album, Platzierungen, Wochen, Auszeichnungen, Anmerkungen) | Anmerkungen |
| Jahr | Titel Album              | SE | Anmerkungen |
| ---- | ------------------------ | --- | ----------- |
| 2011 | All This Way             | SE1 ×3Dreifachplatin · (15 Wo.)SE |             |
| 2011 | Hey Ya All This Way      | SE44 (5 Wo.)SE |             |
| 2012 | Made Of All This Way     | SE35 (4 Wo.)SE |             |
| 2012 | True Colors All This Way | SE43 (3 Wo.)SE |             |
| 2013 | Dumb                     | SE49 (1 Wo.)SE |             |

Weitere Singles
- 2012: Bastard
- 2013: Let the Rain Fall
- 2016: Smoke (Didrick feat. Amanda Fondell)